# 小金背啄木鸟
，是䴕形目啄木鸟科的一种鸟类。

## 特征
小金背啄木鸟体重约100克，翼长约140.9毫米，嘴峰长约36.1毫米，喙宽度约8.4毫米，喙厚度约8.8毫米，跗蹠长约25.2毫米，尾长约94.7毫米。小金背啄木鸟在其分布区内为留鸟，其栖息在半开放的中等高度的林地中，食性为肉食性，主要食物来源是陆生无脊椎动物。

## 亚种
- ：分布于印度北部至阿萨姆邦和缅甸西南部。
- ：分布于巴基斯坦和印度西北部。
- ：分布于印度西南部（西高止山）。
- ：分布于印度南部，除西高止山区外。
- ：分布于斯里兰卡北部。[4]